# Rząd Tymczasowy Rosji

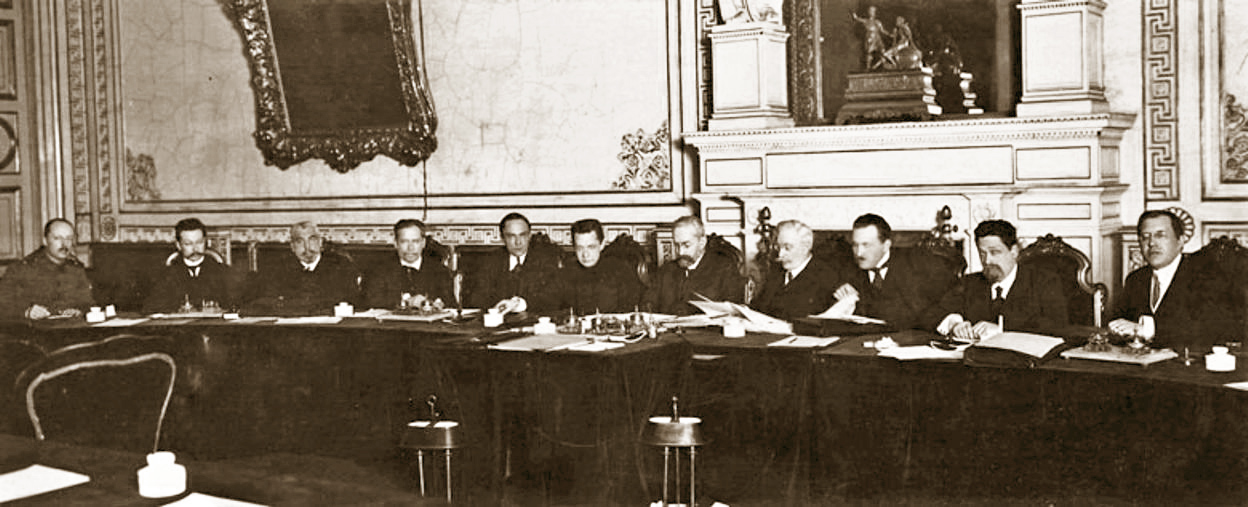
Posiedzenie pierwszego składu Rządu Tymczasowego, marzec 1917

Pieczęć Rządu Tymczasowego

Rząd Tymczasowy Rosji (ros. Временное правительство России) został utworzony w wyniku rewolucji lutowej dnia 2 marca?/15 marca 1917 roku, na mocy dekretu Dumy Państwowej z nieformalnym porozumieniem Komitetu Tymczasowego Dumy i Piotrogrodzkiej Rady Delegatów Robotniczych i Żołnierskich.
Pierwszym premierem był konstytucyjny demokrata, książę Gieorgij Lwow, od 21 lipca premierem i ministrem wojny był eserowiec Aleksander Kiereński. Siedzibą rządu był do końca lipca 1917 r. Pałac Maryjski, następnie Pałac Zimowy w Piotrogrodzie.
Rząd Tymczasowy nie zdecydował się na wystąpienie z Ententy i jednostronne zakończenie wojny. Podjęte decyzje: zniesienie cenzury, zniesienie kary śmierci, rozwiązanie policji politycznej (Ochrany).
1 września?/14 września 1917 roku Rząd Tymczasowy proklamował w Rosji republikę.
Zajęcie przez bolszewików Pałacu Zimowego w czasie rewolucji październikowej i aresztowanie członków Rządu Tymczasowego 26 października?/8 listopada 1917 o godz. 2.10 w nocy  położyło kres jego istnieniu.

## Rząd Gieorgija Lwowa

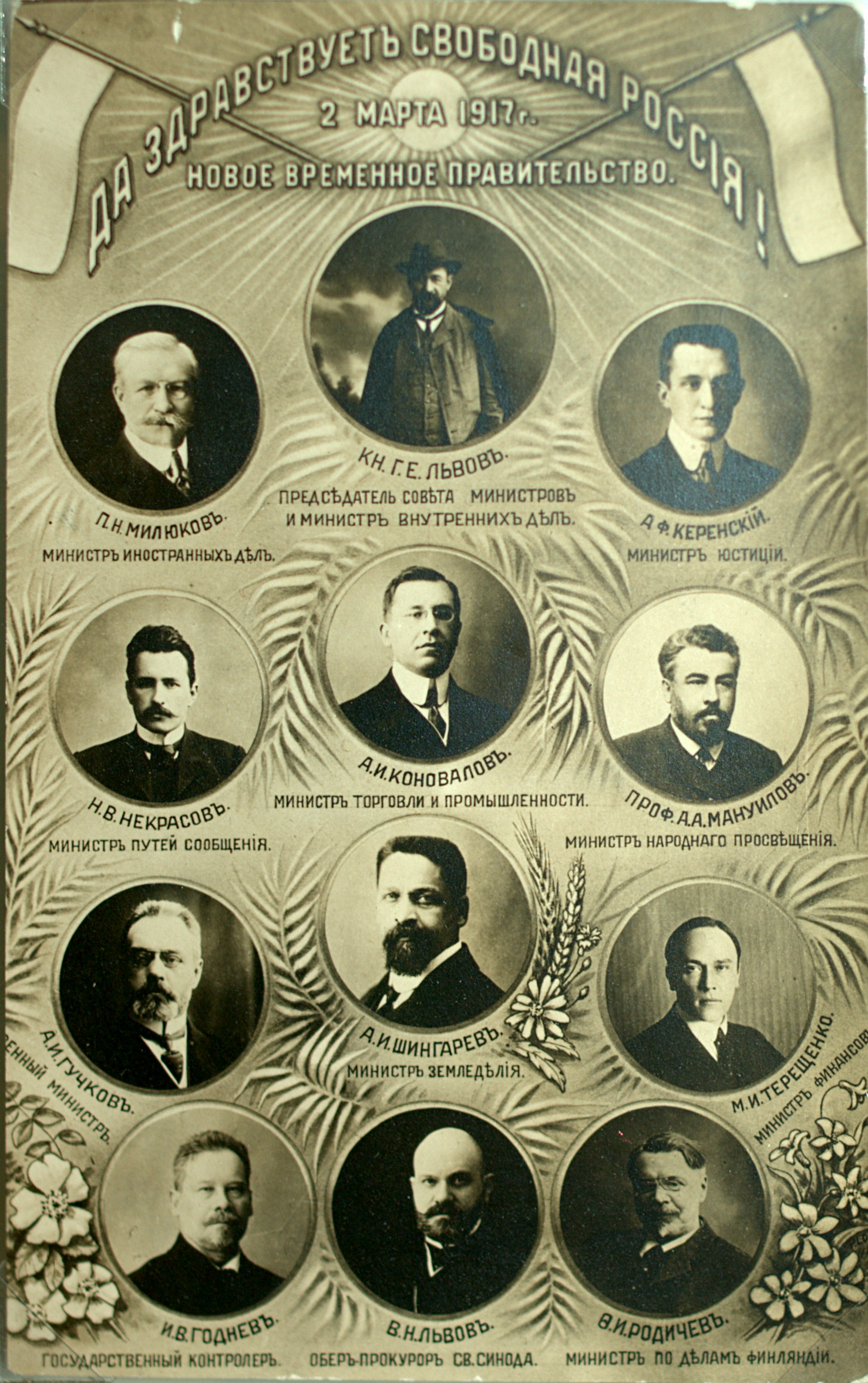
Plakat z fotografiami pierwszego składu Rządu Tymczasowego (III-V 1917) Pierwszy rząd od góry: Paweł Milukow, Gieorgij Lwow (premier), Aleksander Kiereński

- Gieorgij Lwow – Przewodniczący Rządu Tymczasowego, minister spraw wewnętrznych (15 marca 1917 - 20 lipca 1917)
- Aleksandr Guczkow – minister wojny i marynarki (do 5 maja 1917, por. kryzys kwietniowy)
- Aleksander Kiereński – minister sprawiedliwości, minister wojny i marynarki (od 5 maja 1917),
- Pawieł Milukow – minister spraw zagranicznych (do 5 maja 1917)
- Michaił Tereszczenko – minister spraw zagranicznych (od 5 maja 1917)
- Nikołaj Niekrasow – minister kolei
- Aleksandr Konowałow – minister handlu i przemysłu
- Aleksandr Manujłow – minister edukacji
- Andriej Szingariow – minister finansów
- Wiktor Czernow – minister rolnictwa (od maja 1917)
- Irakli Cereteli – minister poczt i telegrafów (od maja 1917)
- Matwiej Skobielew – minister pracy (od maja 1917)
- Aleksiej Pieszechonow – minister aprowizacji (od maja 1917)
- Dmitrij Szachowskoj – minister opieki społecznej
- Władimir Lwow – prokurator Świątobliwego Synodu Rządzącego
- Iwan Godniew – rewizor państwowy

## Pierwszy rząd Aleksandra Kiereńskiego

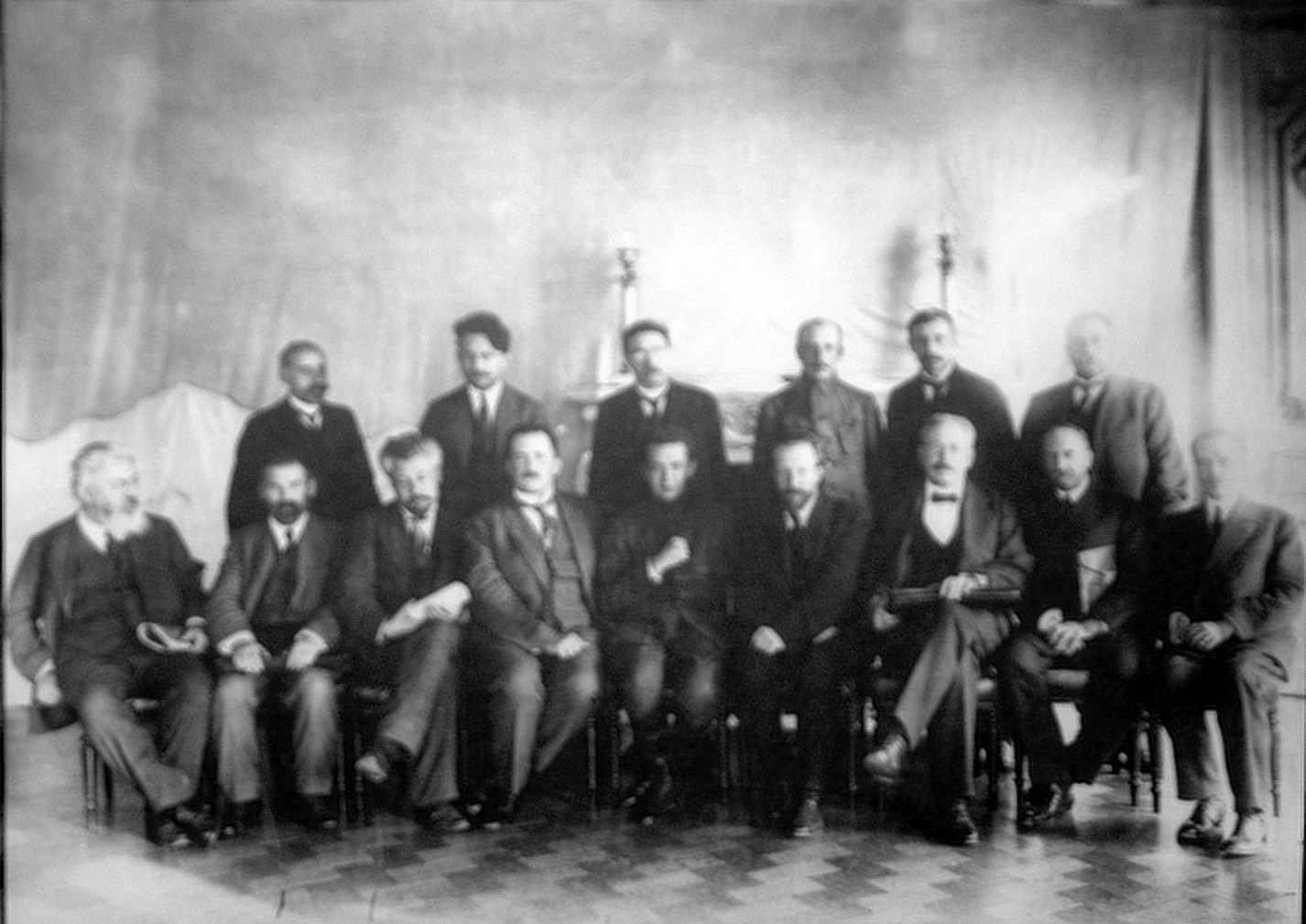
Pierwszy rząd Aleksandra Kiereńskiego

- Aleksander Kiereński – Przewodniczący Rządu Tymczasowego, minister wojny i marynarki
- Nikołaj Niekrasow – Wiceprzewodniczący Rządu Tymczasowego, minister finansów
- Nikołaj Awksientjew – minister spraw wewnętrznych
- Michaił Tereszczenko – minister spraw zagranicznych
- Aleksandr Zarudny – minister sprawiedliwości
- Siergiej Oldenburg – minister edukacji
- Siergiej Prokopowicz – minister handlu i przemysłu
- Wiktor Czernow – minister rolnictwa
- Aleksiej Nikitin – minister poczt i telegrafów
- Matwiej Skobielew – minister pracy
- Aleksiej Pieszechonow – minister aprowizacji
- Iwan Jefremow – minister opieki społecznej
- Piotr Jureniew – minister kolei
- Anton Kartaszew – prokurator Świątobliwego Synodu Rządzącego
- Fiodor Kokoszkin – rewizor państwowy

## Drugi rząd Aleksandra Kiereńskiego

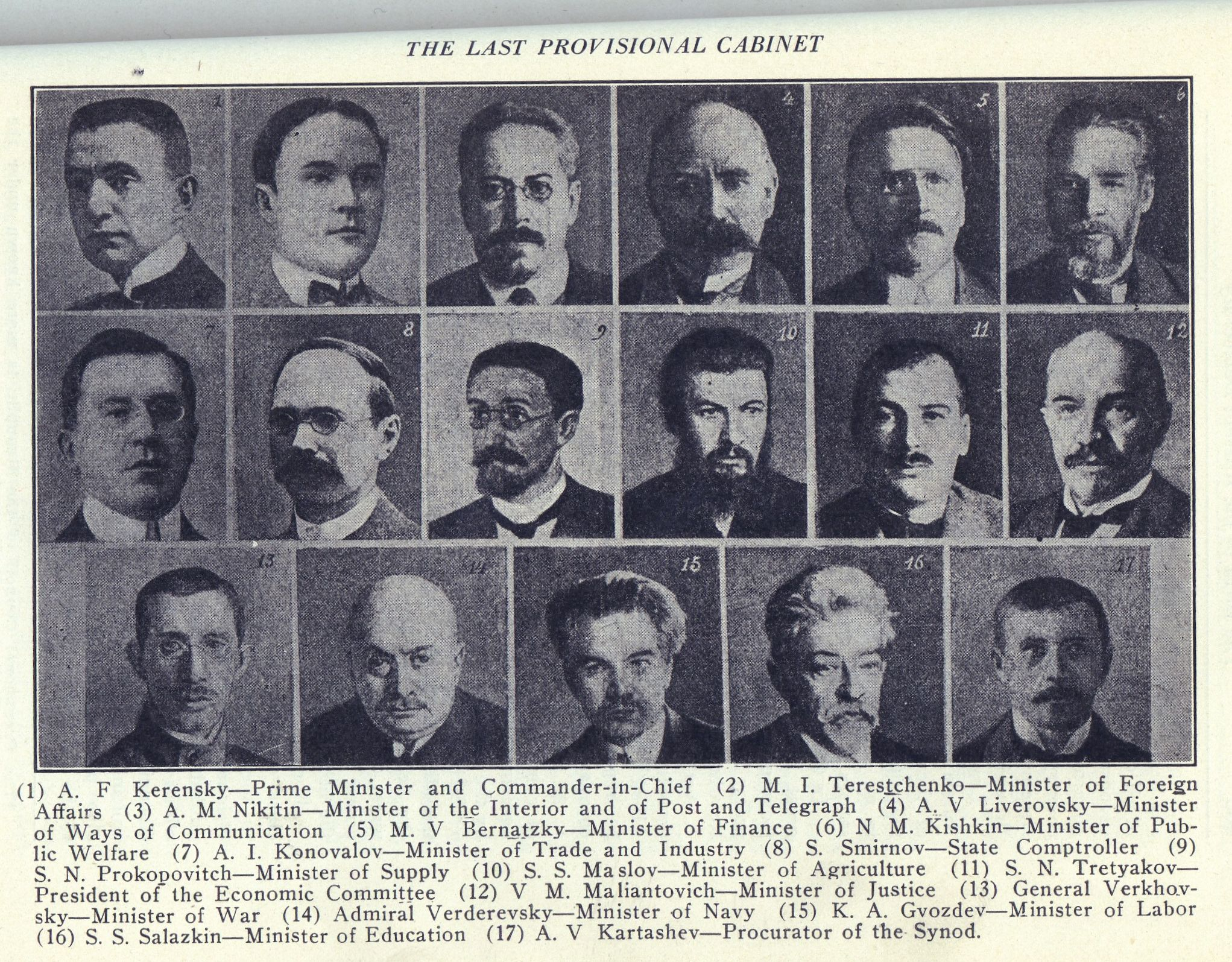
Gabinet Aleksandra Kiereńskiego (ostatni skład Rządu Tymczasowego)

- Aleksander Kiereński – Przewodniczący Rządu Tymczasowego
- Aleksandr Konowałow – Wiceprzewodniczący Rządu Tymczasowego, minister handlu i przemysłu
- Aleksiej Nikitin – minister poczt i telegrafów, minister spraw wewnętrznych
- Michaił Tereszczenko – minister spraw zagranicznych
- Aleksandr Wierchowski – minister wojny
- Dmitrij Werderewski – minister marynarki
- Michaił Bernacki – minister finansów
- Pawieł Maljantowicz – minister sprawiedliwości
- Aleksandr Liwersowski – minister kolei
- Siergiej Salazkin – minister edukacji
- Siemion Masłow – minister rolnictwa
- Kuzma Gwozdew – minister pracy
- Siergiej Prokopowicz – minister aprowizacji
- Nikołaj Kiszkin – minister opieki społecznej
- Anton Kartaszew – prokurator Świątobliwego Synodu Rządzącego
- Siergiej Smirnow – rewizor państwowy
- Siergiej Tretiakow – przewodniczący Rady Gospodarczej

## Bibliografia

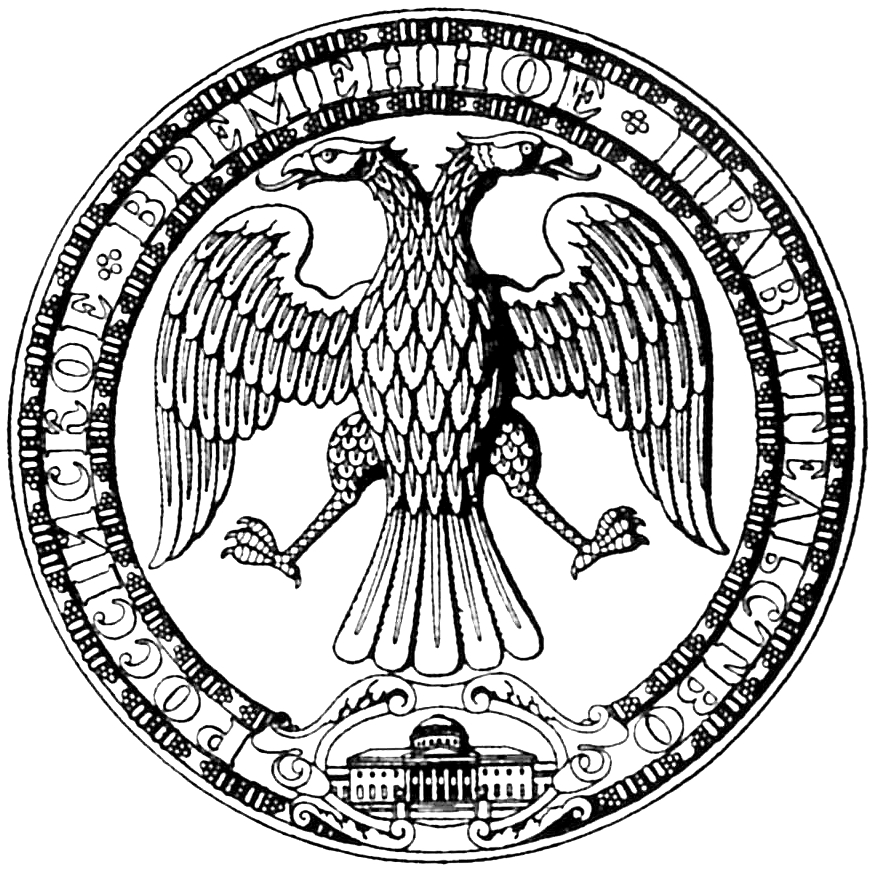
Pieczęć Rządu Tymczasowego